# Macrostemum formosicolum
Macrostemum formosicolum är en nattsländeart som först beskrevs av Matsumura 1931.  Macrostemum formosicolum ingår i släktet Macrostemum och familjen ryssjenattsländor. Inga underarter finns listade i Catalogue of Life.